# Marcus Maecius Celer
Marcus Maecius Celer war ein im 2. Jahrhundert n. Chr. lebender römischer Politiker.
Ca. 94 war er Legat einer Legion in der Provinz Syria, wo er vielleicht bereits als Militärtribun gedient hatte. Durch Militärdiplome, die z. T. auf den 16. Mai 101 datiert sind, ist belegt, dass Maecius Celer 101 zusammen mit Gaius Sertorius Brocchus Quintus Servaeus Innocens Suffektkonsul war. Die beiden sind in dieser Funktion auch durch die Arvalakten für den 27. April 101 sowie durch die Fasti Ostienses nachgewiesen; sie übten das Amt daher vom 1. April bis zum 31. Mai des Jahres aus.
Lucius Roscius Aelianus Maecius Celer, Konsul im Jahr 100, war wahrscheinlich sein Bruder.